# Тръстеник (Крушевско)
Вижте пояснителната страница за други значения на Тръстеник.
Тръстеник (на македонска литературна норма: Трстеник) е бивше влашко село в Северна Македония.

## География
Селото е било разположено непосредствено южно от град Крушево.

## История
В XIX век Тръстеник е село в Битолска кааза на Османската империя. Според Стоян Романски то е основано от власи, преселници от Москополе и някои селища в Епир. Основен поминък на жителите му е калайджийството.
В „Етнография на вилаетите Адрианопол, Монастир и Салоника“, издадена в Константинопол в 1878 година и отразяваща статистиката на населението от 1873 година, Тръстеник (Trasténik) е посочено като село с 65 домакинства и 65 жители българи.
Според статистиката на Васил Кънчов („Македония. Етнография и статистика“) от 1900 година Тръстеникъ има 95 жители, всички власи християни.
На Етнографската карта на Битолския вилает на Картографския институт в София от 1901 година Тръстеник е чисто влашко (цинцарско) село в Битолската каза на Битолския санджак с 8 къщи.
Според Никола Киров („Крушово и борбите му за свобода“) към 1901 година Тръстеникъ има 6 влашки къщи.
По-късно жителите на селото се изселват – предимно в Крушево и Прилеп.
При избухването на Балканската война един човек от Тръстеник е доброволец в Македоно-одринското опълчение. След Междусъюзническата война селото попада в Сърбия.
От 1995 година в местността Тръстеник се строи църквата „Свети Василий Велики“, която е осветена в 2008 година.

## Личности
Родени в Тръстеник
- Тома Георгиев (1887 – ?), македоно-одрински опълченец, 2 рота на 6 охридска дружина[9]